# Red (Creature Creatureの曲)
「Red」（レッド）は、日本のミュージシャンMORRIEのソロプロジェクトCreature Creatureのシングルである。2006年7月19日発売。発売元はデンジャークルー・レコード。

## 概要
- 「風の塔」、「パラダイス」と同時発売。
- 通常盤と期間限定盤の二種リリース。期間限定盤には「Red」PV収録のDVD付き。

## 収録曲
1. Red(4:10) 
作詞：MORRIE、作曲：Minoru、編曲：岡野ハジメ

## 収録アルバム
- オリジナル『Light & Lust』（2006年8月30日）